# Gladsaxe (općina)
Gladsaxe je općina u danskoj regiji Hovedstaden.

## Zemljopis
Općina se nalazi u sjeveroistočnom dijelu otoka Zelanda, prositire se na 25 km2.

## Stanovništvo
Prema podacima o broju stanovnika iz 2010. godine općina je imala 63.233 stanovnika, dok je prosječna gustoća naseljenosti 2.529,32 stan/km2. Središte općine je grad Buddinge.

## Vanjske poveznice
- Službena stranica općine